# Агіар-да-Бейра
Агіа́р-да-Бе́йра (порт. Aguiar da Beira; МФА: [ɐ.gi.ˈaɾ dɐ ˈbɐj.ɾɐ]) — муніципалітет і містечко в Португалії, в окрузі Гуарда. Розташований у східній частині країни, на теренах історичної португальської провінції Бейра. Належить до Гуардської діоцезії Католицької церкви в Португалії. Права міського самоврядування має з 1120 року. Поділяється на 10 парафій. За адміністративним поділом, чинним до 1976 року, був складовою провінції Верхня Бейра. Площа муніципалітету — 206,77 км², населення муніципалітету — 5473 ос. (2011); густота населення — 26,47 осіб/км²
. Патрон — святий Євсевій. Святковий день муніципалітету — 10 лютого. Поштовий індекс — 3570.  Код місцевої адміністративної одиниці — 0901. Складова статистичного регіону Центр.

## Географія
Агіар-да-Бейра розташований на північному сході Португалії, на заході округу Гуарда.
Агіар-да-Бейра межує на півночі з муніципалітетом Сернансельє, на сході — з муніципалітетом Транкозу, на південному сході — з муніципалітетом Форнуш-де-Алгодреш, на південному заході — з муніципалітетом Пеналва-ду-Каштелу, на заході — з муніципалітетом Сатан.

## Історія
1120 року португальська графиня Тереза Леонська надала Агіару форал, яким визнала за поселенням статус містечка та муніципальні самоврядні права.

## Населення
| Кількість мешканців | Кількість мешканців | Кількість мешканців | Кількість мешканців | Кількість мешканців | Кількість мешканців | Кількість мешканців | Кількість мешканців | Кількість мешканців | Кількість мешканців | Кількість мешканців | Кількість мешканців | Кількість мешканців | Кількість мешканців | Кількість мешканців |
| ------------------- | ------------------- | ------------------- | ------------------- | ------------------- | ------------------- | ------------------- | ------------------- | ------------------- | ------------------- | ------------------- | ------------------- | ------------------- | ------------------- | ------------------- |
| 1864                | 1878                | 1890                | 1900                | 1911                | 1920                | 1930                | 1940                | 1950                | 1960                | 1970                | 1981                | 1991                | 2001                | 2011                |
| 6 909               | 7 566               | 8 053               | 8 466               | 8 919               | 8 635               | 8 545               | 9 625               | 10 177              | 10 215              | 8 464               | 7 285               | 6 725               | 6 247               | 5 473               |